# 拭目以待
《拭目以待》（英語：You'll See）是美國女歌手瑪丹娜在1995年10月發行的歌曲，出自於她的第二張精選輯《情難忘》（英語：Something To Remember）。〈拭目以待〉在告示牌單曲榜最高名次為第6名。

## 資料

### 歌曲簡介
勵志型的抒情小品〈拭目以待〉被喻為是〈謝幕〉的續篇，曲中闡述了女性在失落的情感中，如何尋求自我重生的堅強意志，瑪丹娜和大衛·佛斯特（David Foster）將這首歌曲以原音吉他為主，用弦樂打造出氣勢磅礡的旋律。〈拭目以待〉的音樂影片從導演到男主角等等，都是延用〈謝幕〉裡的原班人馬，影片瀰漫著拉丁風情卻透露出哀傷幽怨，瑪丹娜的歌聲中傳遞著女性獨立自主的勇氣。

### 商業成績
由於美國告示牌單曲榜的計分方式變革，因此從1995年開始，美國單曲榜開始出現前所未見空降冠軍的紀錄。〈拭目以待〉在1995年12月9日進榜，首週成績空降第8名，超越了1991年〈拯救我〉空降第15名的紀錄，成為瑪丹娜首週進榜成績最高的單曲，不過此紀錄在1998年已被〈光芒萬丈〉空降第5名的成績超越。〈拭目以待〉首週成績優異，不過它在第二週僅小幅上升至第6名，也成了在單曲榜最高的名次。〈拭目以待〉在榜內一共待了20週，銷售數字也逾50萬張，它在告示牌1996年終百大單曲名列第51名。
〈拭目以待〉在英國單曲榜亦進入前十名，最高成績為第5名。